# Tricorythodes capuccinorum
Tricorythodes capuccinorum is een haft uit de familie Leptohyphidae. De wetenschappelijke naam van de soort is voor het eerst geldig gepubliceerd in 2007 door Emmerich.
De soort komt voor in het Neotropisch gebied.